# U Got It Bad
„U Got It Bad” este un cântec al interpretului american Usher. Compoziția a fost produsă de Jermaine Dupri și inclusă pe cel de-al treilea material discografic de studio al solistului, 8701, fiind lansat drept cel de-al doilea single al albumului în Statele Unite ale Americii și cel de-al treilea la nivel internațional, succedându-le lui „Pop Ya Collar” și „U Remind Me”. Cântecul a fost inclus și pe o ediție reeditată a albumului.
Piesa s-a bucurat de o campanie de promovare și de un videoclip — regizat de Little X — ce a avut premiera la finele lunii octombrie 2001. Compoziția a fost interpretată în timpul galei premiilor American Music Awards din anul 2001, fapt ce a favorizat ascensiunea sa. Abordând o temă romantică, balada se construiește pe o serie de elementele specifice chitarei acustice. Percepția criticilor asupra înregistrării a fost preponderent favorabilă, Stephen Thomas Erlewine de la Allmusic, incluzând-o pe lista celor mai interesante cântece de pe materialul 8701. De asemenea, revista New Musical Express consideră „U Got It Bad” cea mai bună compoziție de pe disc, în timp ce UK Mix i-a oferit patru puncte dintr-un total de cinci.
Înregistrarea s-a bucurat de succes major în Statele Unite ale Americii, ocupând locul întâi în Billboard Hot 100 și în ierarhia celor mai difuzate cântece din țara antemenționată, unde a staționat timp de zece săptămâni consecutive. De asemenea, piesa a devenit cel mai bine clasat disc single de pe album în Australia și a obținut treapta cu numărul cinci în Regatul Unit. Pentru cele peste 500.000 de exemplare comercializate în S.U.A., compoziția a primit un disc de aur.

## Informații generale
Înregistrarea a fost produsă de Jermaine Dupri, iar textul a fost realizat de acesta în colaborare cu Bryan Michael Cox și Usher. Compoziția face parte de pe cel de-al treilea material discografic de studio al artistului, 8701. Cântecul a fost lansat ca cel de-al doilea single al albumului în Statele Unite ale Americii și cel de-al treilea la nivel internațional, după „Pop Ya Collar” și „U Remind Me”. Un compact disc ce include piesa a fost lansat în țara natală a artistului pe data de 4 septembrie 2001, versiuni alternative fiind distribuite într-o serie de țări europene, printre care Elveția, Franța, Germania sau Regatul Unit. O variantă a produsului distribuită în Regatul Unit prezintă o copertă diferită și conține doar remixuri ale compoziției. De asemenea, a fost lansat și un single pe DVD, unde a fost inclus și cântecul „U Don't Have to Call”, o altă înregistrare prezentă pe albumul 8701.
Inițial, compoziția „I Don't Know” (ce începuse să ocupe poziții notabile în clasamente) se dorea a fi lansată ca cel de-al doilea single al materialului, fiind anunțată și filmarea unui videoclip, însă ulterior s-a optat pentru promovarea baladei „U Got It Bad”. Compoziția a fost interpretată în timpul galei premiilor American Music Awards din anul 2001, lucru ce a favorizat ascensiunea sa.

## Structura muzicală, versuri și recenzii
„U Got It Bad” este o baladă R&B scris într-o tonalitate minoră. În compoziție se face uz doar de câte un acord pe spații mari, concomitent fiind incluse și armonii vocale. Un alt element notabil folosit în construirea înregistrării îl constituie elementele de chitară acustică. Suportul vocal, asigurat în totalitate de tenorul Usher, este dublat prin supraînregistrare, interpretarea solistului fiind una emoțională. O parte dintre aceste trăsături sunt întâlnite și în cadrul șlagărului „U Remind Me”. Versurile au un caracter romantic și mesajul se diferențiază de cel al altor cântece de pe albumul 8701, printre care și „Twork It Out”.
Majoritatea criticilor care au abordat materialul artistului au omis să evalueze compoziția „U Got It Bad”. Cu toate acestea, cei care au analizat discul au inclus piesa în grupul celor mai importante de pe 8701. Astfel, Allmusic a desemnat „U Got It Bad” una dintre cele mai interesante înregistrări de pe album, alături de „U Remind Me”, „If I Want To” și „U Don't Have to Call”. Revista New Musical Express consideră piesa cea mai bună de pe material, afirmând că „[înregistrarea] abordează subiectul primei iubiri cu pasiune și onestitate”, felicitând totodată interpretarea artistului. De asemenea, Ezine Articles așează piesa „U Got It Bad” într-un cadru favorabil, considerând-o una dintre compozițiile de rezistență ale discului de proveniență, 8701, în afara cântecelor „How Do I Say” și „U R The One”. Una dintre puținele recenzii individuale realizate discului single a venit din partea UK Mix, care a oferit înregistrării patru puncte, dintr-un total de cinci.

## Ordinea pieselor pe disc
| Nr.                                              | Titlul             | Durată |
| ------------------------------------------------ | ------------------ | ------ |
| Disc single distribuit în Regatul Unit (vers. 1) |                    |        |
| 01.                                              | „U Got It Bad” [A] | 4:07   |
| 02.                                              | „U Remind Me” [B]  | 3:56   |
| 03.                                              | „U R The One” [C]  | 3:56   |
| 04.                                              | „U Got It Bad” [D] | 4:42   |
| Disc single distribuit în Regatul Unit (vers. 2) |                    |        |
| 01.                                              | „U Got It Bad” [E] | 4:03   |
| 02.                                              | „U Got It Bad” [F] | 8:03   |
| 03.                                              | „U Got It Bad” [G] | 7:58   |
| 04.                                              | „U Got It Bad” [H] | 5:22   |

| Nr.                                | Titlul               | Durată |
| ---------------------------------- | -------------------- | ------ |
| Disc single distribuit în Germania |                      |        |
| 01.                                | „U Got It Bad” [III] | 4:07   |
| 02.                                | „U Got It Bad” [G]   | 7:58   |
| 03.                                | „U Got It Bad” [E]   | 4:03   |
| 04.                                | „U Got It Bad” [J]   | 6:00   |
| 05.                                | „U Got It Bad” [H]   | 5:22   |
| 06.                                | „U Got It Bad” [D]   | 4:42   |

Specificații
| - A ^ Versiunea de pe albumul de proveniență, 8701. - B ^ Remix în colaborare cu Blu Cantrell și Method Man. - C ^ Cântec inclus pe fața B. - D ^ Videoclip. - E ^ Remix „Soulpower”. | - F ^ Remix „Tee's UK Rand B Remix”. - G ^ Remix „Tee's Latin Radio Remix”. - H ^ Remix „Tee's Dub Remix”. - III ^ Editare radio. - J ^ Remix „Tee's Inhouse Club Remix”. |

## Videoclip
Materialul promoțional realizat pentru compoziția „U Got It Bad” a fost regizat de Little X, cineast fiind Pascal Lebegue. Scurtmetrajul a avut premiera pe data de 22 octombrie 2001, la mai puțin de două luni de la lansarea primelor compact discurilor în Statele Unite ale Americii. Videoclipul o prezintă și pe iubita solistului din acea perioadă, interpreta Rozonda „Chilli” Thomas, una dintre artistele componentele ale formației TLC, care a apărut și în materialul promoțional folosit pentru creșterea notorietății înregistrării „U Remind Me”. Scurtmetrajul prezintă relația personajului interpretat de solist cu prietena sa celebră, videoclipul concentrându-se atât asupra momentelor fericite, cât și asupra celor triste. În paralel, solistul este afișat pe un podium, în vecinătatea unui microfon, interpretând înregistrarea „U Got It Bad”. Întregul material se compune dintr-o alternanță a celor două situații surprinse.
Videoclipul cântecului „U Don't Have To Call”, succesorul discului single, a fost regizat de același Little X și reprezintă o continuare a materialului promoțional al lui „U Got It Bad”. Cele două scurtmetraje au fost distribuite prin intermediul produsului discografic „U Don't Have to Call”/„U Got It Bad”. Conform MTV, cele două videoclipuri, alături de cel realizat pentru „U Remind Me”, reprezintă o trilogie.

## Prezența în clasamente
„U Got It Bad” a debutat în Billboard Hot 100 pe locul nouăzeci și trei în clasamentul cu data de 22 septembrie 2001, avansând în top 10 șase săptămâni mai târziu. După ce a staționat timp de douăzeci și unu de zile pe treapta secundă a listei, fiind devansat de șlagărul „Family Affair” al interpretei Mary J. Blige, compoziția artistului a urcat pe locul întâi în ierarhia americană. Deși a fost înlocuit în săptămâna următoare, „U Got It Bad” a revenit pe prima poziție după alte patru ediții. Piesa s-a bucurat de succes și în alte ierarhii compilate de Billboard, ocupând prima poziție în lista celor mai difuzate cântece din Statele Unite ale Americii timp de zece săptămâni consecutive. Altă prezență notabilă a fost câștigată în Billboard Hot R&B/Hip-Hop Songs, unde a devenit cel de-al treilea single al artistului ce obține locul întâi. În Canada, discul single a urcat până pe treapta cu numărul șaptesprezece și a obținut poziția a douăsprezecea în ierarhia difuzărilor.
La nivel internațional, compoziția s-a bucurat de clasări de top 10 doar în Oceania, Regatul Unit și Taiwan. În prima regiune, „U Got It Bad” s-a poziționat pe locul trei atât în Australia, cât și în Noua Zeelandă, celași loc fiind câștigat și în Taiwan. În Regatul Unit, piesa a devenit cel de-al treilea șlagăr de top 5 consecutiv de pe albumul 8701, după reușitele lui „Pop Ya Collar” (locul 2) și „U Remind Me” (locul 3). Prezența notabile au fost câștigate și în Elveția, Franța sau Olanda, unde înregistrarea a activat în primele douăzeci de trepte ale clasamentelor naționale. În United World Chart, „U Got It Bad” a urcat până pe poziția cu numărul treisprezece.

## Clasamente
| Țară (clasament)            | Poziția maximă | Referință |
| --------------------------- | -------------- | --------- |
| Australia (ARIA)            | 3              | [ 18 ]    |
| Belgia — Flandra (Ultratop) | 53             | [ 48 ]    |
| Belgia — Valonia (Ultratop) | 36             | [ 48 ]    |
| Brazilia (Brasil Hot 100)   | 60             | [ 53 ]    |
| Canada (Jam! Canoe)         | 17             | [ 27 ]    |
| Canada (BDS — Airplay)      | 12             | [ 53 ]    |
| Elveția (Media Control)     | 13             | [ 48 ]    |
| Franța (SNEP)               | 18             | [ 48 ]    |
| Germania (Media Control)    | 26             | [ 54 ]    |
| Japonia (Tokio Hot 100)     | 58             | [ 53 ]    |
| Noua Zeelandă (RIANZ)       | 3              | [ 48 ]    |

| Țară (clasament)                   | Poziția maximă | Referință |
| ---------------------------------- | -------------- | --------- |
| Olanda (Dutch Mega Top 100)        | 20             | [ 53 ]    |
| Olanda (Dutch Top 40)              | 27             | [ 55 ]    |
| Regatul Unit (UK Singles Chart)    | 5              | [ 19 ]    |
| Regatul Unit (UK R&B Chart)        | 3              | [ 53 ]    |
| S.U.A. (Billboard Hot 100)         | 1              | [ 16 ]    |
| S.U.A. (Billboard Hot R&B Songs)   | 1              | [ 47 ]    |
| S.U.A. (Billboard Pop Songs)       | 3              | [ 56 ]    |
| S.U.A. (Billboard Hot Airplay)     | 1              | [ 17 ]    |
| Suedia (Sverigetopplistan)         | 50             | [ 48 ]    |
| Taiwan (Taiwan Singles Chart)      | 3              | [ 49 ]    |
| United World Chart (Media Traffic) | 13             | [ 52 ]    |

## Versiuni oficiale
| - „U Got It Bad” (versiunea de pe albumul de proveniență, 8701) - „U Got It Bad” (negativ) - „U Got It Bad” (remix „Soulpower”) - „U Got It Bad” (remix „Tee's UK Rand B Remix”) | - „U Got It Bad” (remix „Tee's Latin Radio Remix”) - „U Got It Bad” (remix „Tee's Dub Remix”) - „U Got It Bad” (editare radio) - „U Got It Bad” (remix „Tee's Inhouse Club Remix”) |

## Personal
- Sursa:[6]
- Voce: Usher
- Producător: Jermaine Dupri
- Textier(i): Jermaine Dupri, Bryan Michael Cox și Usher
- Compilat de: Phil Tan; asistat de John Horesco IV
- Înregistrat de: Brian Frye
- Chitară: William „Billy” Odum

## Datele lansărilor
| Țara         | Data lansării     | Casă de discuri | Format      | Referințe |
| ------------ | ----------------- | --------------- | ----------- | --------- |
| S.U.A.       | 4 septembrie 2001 | Arista Records  | Disc single | [ 3 ]     |
| Regatul Unit | 8 octombrie 2001  | Arista Records  | Disc single | [ 24 ]    |
| Elveția      | 5 noiembrie 2001  | Arista Records  | Disc single | [ 21 ]    |
| Europa       | 12 noiembrie 2001 | Arista Records  | Disc single | [ 48 ]    |
| Germania     | 12 noiembrie 2001 | Arista Records  | Disc single | [ 23 ]    |
| Franța       | 22 ianuarie 2002  | Arista Records  | Disc single | [ 22 ]    |

## Certificări și vânzări
| \| Țara/ clasament \| Vânzări/ puncte \| Certificare \| Referințe \| \| ------------------ \| --------------- \| ----------- \| --------- \| \| Statele Unite[Δ] \| +500.000 \| \| [20] \| \| Statele Unite[▲] \| +500.000 \| \| [20] \| \| United World Chart \| +2.000.000 \| \| [57] \| | Note - reprezintă „disc de aur”; - reprezintă „disc de platină”; |             |           |
| Țara/ clasament | Vânzări/ puncte                                                  | Certificare | Referințe |
| Statele Unite[Δ] | +500.000                                                         |             | [ 20 ]    |
| Statele Unite[▲] | +500.000                                                         |             | [ 20 ]    |
| United World Chart | +2.000.000                                                       |             | [ 57 ]    |

Specificații
- Δ ^ Vânzări ale discului single „U Got It Bad”.
- ▲ ^ Vânzări ale materialului „U Don't Have to Call”/„U Got It Bad” (distribuit pe DVD).